# Bakchias

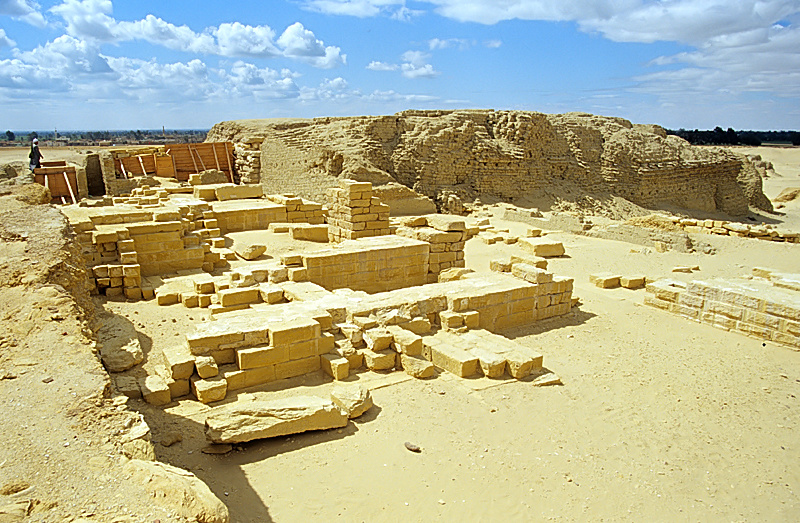
Tempel des Soknobkonneus

Bakchias war eine antike Siedlung in Fayum (Ägypten), deren Blütezeit in der griechisch-römischen Epoche war. Die Ruinen sind heute als Kom Umm el-Atl bekannt und formen einen Hügel von ungefähr 400 × 300 Meter Umfang.

## Erforschung
Erste Ausgrabungen fanden um 1896 statt, wobei das Hauptinteresse den Papyri galt. Es wurde aber auch ein Tempel gefunden. Neuere Ausgrabungen der Universitäten der Universität Bologna und der Università del Salento konzentrieren sich vor allem auf die teilweise gut erhaltenen architektonischen Reste.
Obwohl es zahlreiche Ausgrabungen vor Ort gab und weiterhin gibt, ist der allgemeine Charakter der Siedlung bisher nicht erkennbar. Meist wurden nur einzelne Häuser ergraben, die andeuten, dass der Ort nach keinem einheitlichen Plan errichtet worden ist. Die guten Erhaltungsbedingungen für organische Materialien erbrachten zahlreiche Alltagsobjekte. Etwa 2,5 Kilometer östlich der Siedlung konnten die Reste der Nekropole gefunden werden.

## Tempel des Soknobkonneus
Das Ortszentrum war ein Tempel, der dem Soknobkonneus geweiht war. Dieser Tempel wurde in ptolemäischer Zeit aus Lehmziegeln in ägyptischem Stil erbaut. Nur bestimmte Bauteile, wie die Haupteingänge und einige Fußböden, waren aus Stein gearbeitet. Der Haupteingang ist nach Osten gerichtet. Die Mauern sind massiv, teilweise über 2 Meter dick. Der Bau besteht aus einem ersten Hof, einem zweiten, kleineren Hof und dem Allerheiligsten. Kleinere Räume gruppieren sich darum. Vor dem Tempel stand ein Tor und dieser Bereich wurde in römischer Zeit von einem Anbau überbaut. Ein etwas kleinerer Tempel, mit einem nach Süden zeigenden Eingang, steht nördlich von diesem.

## Die Sobek-Priester von Bakchias
Auf Basis schriftlicher Quellen lassen sich für die griechisch-römische Epoche zwei wichtige Tempelkollegien in Bakchias ausmachen: Einerseits die Priester, die dem Tempel der Sobek-Manifestation Soknobkonneus angehörten, und andererseits jene Priester, die im Tempel einer anderen Sobek-Manifestation namens Soknobraisis dienten.
Auf Papyrus erhaltene Petitionen und Gerichtsakten dokumentieren, dass die Priester von Bakchias in den 170er Jahren mit lokalen Behörden darüber stritten, ob die Tempeldiener zur Wartung der Bewässerungskanäle herangezogen werden durften und wenn ja, in welchem Umfang. Anscheinend erwirkten die Priester in diesem Zusammenhang eine generelle Freistellung von körperlichen Zwangsdiensten, denn in einem Aktenauszug innerhalb einer Petition der Priester ist davon zu lesen, dass ihnen ein römischer Prokurator dieses Privileg zugestanden habe.
Überliefert sind außerdem mehrere Personallisten, die Priester beider Tempel mit Namen und Altersangaben aufführen. Wie Erik Knudtzon bei der Edition der Texte bemerkte, zählte der Tempel des Soknobraisis im Jahr 170/71 vierzehn Priester im Alter zwischen 21 und 69 Jahren; im Jahr 187/88 waren in demselben Kollegium hingegen sechzehn Priester im Alter zwischen 13 und 45 Jahren registriert. Die Priester in der Liste von 187/88 waren nicht nur deutlich jünger als die Priester in der Liste von 170/71, sondern auch ihren Namen nach handelte es sich in den beiden Listen um völlig verschiedene Personen. Anscheinend wurde in der Zwischenzeit also die gesamte Priesterschaft des Tempels des Soknobraisis durch jüngeres Personal ausgetauscht. Knudtzon vermutet, dass die Priester aus der Liste von 170/71 der Antoninischen Pest zum Opfer gefallen sein könnten, die in dieser Zeit in Ägypten wütete. Aus dem Tempel des Soknobkonneus ist aus diesem Zeitraum nur eine einzige Personalliste überliefert, weshalb sich die personelle Entwicklung dort nicht vergleichend nachzeichnen lässt.